# Phyllophaga zarcoana
Phyllophaga zarcoana är en skalbaggsart som beskrevs av Moron 2003. Phyllophaga zarcoana ingår i släktet Phyllophaga och familjen Melolonthidae. Inga underarter finns listade i Catalogue of Life.